# Cratere Bartók
Bartók è un cratere d'impatto presente sulla superficie di Mercurio, a 29,28° di latitudine sud e 134,98° di longitudine ovest. Il suo diametro è pari a 118 km.
Il cratere è dedicato al compositore e pianista ungherese Béla Bartók.